# Charlie Kunz
Charles „Charlie“ Kunz (* 18. August 1896 in Allentown, Pennsylvania; † 16. März 1958 in Middleton-on-Sea, West Sussex, England) war ein britischer Pianist und Bandleader des Swing und der Tanzmusik.

## Leben
Charlie Kunz war Sohn eines Bäckers, der Waldhorn spielte. Bereits mit sieben Jahren hatte er erste Auftritte. Während des Ersten Weltkrieges leitete er eine Band, während er in einer Munitionsfabrik arbeitete. 1922 kam er als Pianist in einer Tanzkapelle nach England, die von dem Schlagzeuger Ed Krick geleitet wurde und ein Engagement im London Trocadero hatte. Als die Band nach Pennsylvania zurückkehrte, blieb Kunz in London.
Ende der 1920er und in den 30er Jahren hatte Kunz ein bekanntes Orchester; 1928 und Anfang 1929 spielte er als Charlie Kunz & His Chez Henri Club Band eine Schallplatte für Columbia Records ein. In seinem Orchester sangen Dame Vera Lynn, Dorothy Squires und der Crooner George Barclay.
Sein Debüt als Solist hatte er 1934 im Holborn Empire; in diesem Jahr begann er auch eine Reihe von Schellackplatten einzuspielen, die unter der Bezeichnung bei Odeon und Decca Records „Charlie Kunz Medleys“ erschienen. Nach dem Zweiten Weltkrieg hatte Kunz, der starker Raucher war, erhebliche gesundheitliche Probleme und musste sich einer Lungenoperation unterziehen. Er litt außerdem an Tuberkulose, rheumatischen Beschwerden in den Fingern und Asthma.  In seinen späten Jahren trat er noch als Solist in Music Halls und beim Rundfunksender BBC auf. Charlie Kunz’ Piano-Stil, populäre Melodien zu interpretieren, bezeichnete er selbst als melody and rhythm with expression.
Kunz war dreimal verheiratet, mit Amanda Dysher, mit der er einen Sohn hatte, mit Eva Dorothy Lloyd, mit der er zwei Söhne hatte, und von 1942 bis zu seinem Tod mit Pat Sparkes.

## Diskografische Hinweise
- Medleys: Hits and Favourites by Charlie Kunz (Rex, Kompilation)
- Love Is a Dancing Thing (Golden Stars, Kompilation)
- Clap Hands, Here Comes Charley (ASV)
- The Feller That Played The Pianner (Red Sails)
- Serenade In The Night For Me and My Gal